# Valentibulla
Valentibulla is een geslacht van insecten uit de familie van de Boorvliegen (Tephritidae), die tot de orde tweevleugeligen (Diptera) behoort.

## Soorten
- V. californica (Coquillett, 1894)
- V. dodsoni Foote, 1987
- V. munda (Coquillett, 1899)
- V. mundulata Foote, 1979
- V. steyskali Foote, 1977
- V. thurmanae Foote, 1959